# Berenike IV.
Berenike IV. (altgriechisch Βερενίκη Bereníkē, * zwischen 78 und 75 v. Chr.; † ca. April 55 v. Chr.) war eine ägyptische Königin (58–55 v. Chr.) aus der Ptolemäerdynastie. Sie wurde 58 v. Chr. nach der Vertreibung ihres Vaters Ptolemaios XII. aus Ägypten zur Königin ausgerufen. Energisch widersetzte sie sich, u. a. mit diplomatischen Mitteln, den Versuchen ihres Vaters, mit römischer Hilfe wieder auf den Thron zu gelangen. Nachdem Ptolemaios XII. durch eine Militärexpedition des Aulus Gabinius gegen Ägypten seine frühere Herrscherstellung wiedererlangt hatte, ließ er Berenike IV. und deren Anhänger hinrichten.

## Leben
Berenike IV. war die älteste Tochter des ägyptischen Königs Ptolemaios XII. Neos Dionysos und seiner Schwestergemahlin Kleopatra VI. Tryphaina. Höchstwahrscheinlich war sie keine Voll-, sondern eine Halbschwester der berühmten Kleopatra VII., da sie nach dem Zeugnis Strabons die einzige legitime Tochter des Ptolemaios XII. war.
Als Ptolemaios XII. wohl im Juni oder Anfang Juli 58 v. Chr. vor einem Aufstand der Alexandriner aus Ägypten nach Rom flüchtete, wurde Berenike IV. zusammen mit ihrer Mutter zur ägyptischen Königin ernannt, da ihre Brüder Ptolemaios XIII. und Ptolemaios XIV. noch minderjährig waren. Wahrscheinlich stellte nun Berenike IV. nach ptolemäischem Usus den Herrschernamen Kleopatra ihrem eigenen Namen voran, nannte sich also Kleopatra Berenike. Aus Papyrusfunden kann man schließen, dass Berenike IV. und ihre Mutter ihre Regierungsjahre neu zu zählen anfingen, wobei ihr erstes Jahr 58/57 v. Chr. entspricht. Nach dem Tod ihrer Mutter (57 v. Chr.) nach nur einem Jahr gemeinsamer Regentschaft wurde Berenike IV. kurzzeitig Alleinherrscherin. Nach ihr und ihrem Vater wird in manchen Papyri gleichzeitig datiert.
In Rom verteilte indessen Ptolemaios XII. großzügige Bestechungsgelder an Senatoren, um Militärhilfe für seine Rückkehr auf den ägyptischen Thron zu erhalten. Doch die Alexandriner wollten ihn nicht mehr als König und sandten Anfang 57 v. Chr. eine Delegation nach Rom, um ihre Gründe für seine Vertreibung vorzutragen. Daraufhin ließ Ptolemaios XII. zahlreiche Gesandte ermorden und ging, da sich Rom nicht rasch zu einer Intervention in Ägypten entschließen konnte, Ende 57 v. Chr. nach Ephesos, um dort die weitere Entwicklung abzuwarten.
Zur Stärkung der Position Berenikes IV. und wegen der angeblichen Ablehnung der alleinigen Regierung einer Frau wollten die Alexandriner, dass ihre Königin heiratete. Sie schickten Menelaos, Lampon und Kalimandros als Unterhändler zu einem Heiratskandidaten, Seleukos VII., einem angeblichen Bruder des Seleukiden Antiochos XIII. Da er offenbar unfeine Manieren hatte, erhielt er den Spottnamen Kybiosaktes (= „Pökelfischhändler“). Jedenfalls ließ Berenike IV. ihren Gatten – anscheinend wegen seiner Primitivität – schon nach kurzer Zeit erdrosseln.
Der römische Prokonsul Syriens, Aulus Gabinius, verhinderte erfolgreich, dass ein weiterer Anwärter, der seleukidische Prinz Philipp II., der neue Gemahl der Berenike IV. wurde.
Nun trat der Makedone Archelaos, Priesterfürst von Komana in Pontos, auf den Plan. Dieser gab sich für einen Sohn des bedeutenden pontischen Königs Mithridates VI. aus; tatsächlich war er aber ein Sohn von dessen Kommandanten Archelaos. Da Gnaeus Pompeius Magnus den Priesterfürsten Archelaos in sein Amt eingesetzt hatte, scheint seine Wahl zum Gatten der Berenike IV. von den Alexandrinern günstig eingeschätzt worden zu sein. So bekam die ägyptische Königin im März oder April 56 v. Chr. einen makedonischen Gemahl. Gabinius hatte dieser Heirat aber nicht zugestimmt. In den Papyri wurde nun doppelt nach Berenike IV. und Archelaos datiert, indem das 2. Regierungsjahr der Königin mit dem ersten Regierungsjahr ihres Gatten gleichgesetzt wurde.
Ptolemaios XII. hatte Anfang 55 v. Chr. Erfolg, als er von Gabinius auf Befehl des Pompeius mit militärischer Gewalt wieder auf den ägyptischen Thron gehoben wurde. Archelaos war im Kampf gegen Gabinius gefallen. Der wiedereingesetzte König ließ seine Tochter Berenike IV. und deren Anhänger sofort hinrichten.